# Aghdznik

L'Aghdznik in una mappa del 150 d.C.

L'Aghdznik (armeno: Աղձնիք), anche nota come Altzniq o Arzanene, era una regione dell'antica Armenia esistita prima del 300 d.C., governata da Bakur (o Pakur). Verso il 330 venne incorporata nella provincia di Syunik.
L'Aghdznik divenne più tardi un piccolo regno arabo del Kurdistan (attuale Turchia orientale), intorno al X secolo.
Hamdum, un condottiero arabo, conquistò Altzniq e Amida (Diyarbakır), intorno al 962. Nel 963 una sorella di Hamdum il cui nome non viene riportato nelle fonti originali, governò la regione per dieci anni. 